# Virginia Andreescu Haret
Virginia Andreescu Haret, née en juin 1894 et morte en mai 1962, est une architecte roumaine, connue comme la première femme à obtenir un diplôme en architecture en Roumanie. Elle est également la première femme à atteindre le grade d'inspecteur général d'architecture en Roumanie.

## Biographie
Maria Virginia Andreescu naît le 21 juin 1894 à Bucarest, en Roumanie. Elle est la nièce du peintre Ion Andreescu. C'est lui qui la prend en charge quand sa mère décède. 
Maria Virginia Andreescu, utilise seulement le prénom Virginia et est connue sous le nom Andreescu Haret, le nom de son mari.

### Formation
En 1912, Virginia Andreescu Haret sort diplômée du lycée du Liceul Mihai Viteazul (lycée Michel le Brave), à Bucarest. Elle s'inscrit à l'École Supérieure d'Architecture et est la première femme du pays à obtenir un diplôme en architecture en 1919. Parallèlement à ses études en architecture, elle fréquente l'École nationale des beaux-arts, notamment les cours d'Ipolit Strâmbu. En 1920, Ipolit Strâmbu organise une exposition de 66 œuvres de Virginia Andreescu Haret, parmi lesquelles des dessins, des croquis et des aquarelles. La Commission des monuments historiques en achète 28 pour une exposition permanente. 
En 1922, Virginia Andreescu Haret entreprend un voyage d'étude en Yougoslavie. En utilisant l'argent de la vente de ses œuvres à la Commission des monuments historiques, elle se rend en Italie pour se former à Rome. Elle étudie pendant un an et demi avec le professeur Gr. Bargelini et travaille également avec des archéologues pour comprendre les méthodes de construction traditionnelles. Le mouvement Novecento, populaire à cette époque en Italie, peut être considéré comme une influence dans ses œuvres ultérieures.

### Carrière
Virginia Andreescu Haret retourne en Roumanie en 1923 et obtient un poste au ministère de l'Éducation technique, où elle travaille jusqu'à sa retraite, en 1947.
La période de travail la plus prolifique de Virginia Andreescu Haret a eu lieu durant l'entre-deux-guerres. Elle conçoit de nombreux projets dont le Collège national Gheorghe Şincai (1924-1928), une aile du Collège national Cantemir Vodă (1926-1929), le casino Govora (1928-1929), ainsi que de nombreuses maisons privées monuments et bâtiments publics et privés. Son style varie et englobe tous les styles architecturaux roumains du classique au moderne. Sa propre maison est construite dans le style Art déco, pour lequel elle semble avoir une préférence personnelle. Après avoir construit une quarantaine de bâtiments, elle est promue au grade d'inspecteur général de l'architecture. Elle est la première femme à obtenir ce titre.  
Elle représente son pays à de plusieurs conférences et congrès, y compris les congrès internationaux d'architecture, à Bruxelles, Moscou, Paris et Rome et elle reçoit de nombreux distinctions. 
Virginia Andreescu Haret est aussi l'autrice d'une histoire de l'architecture en quatre volumes, avec des aquarelles, écrite avec Nicolae Ghica-Budești.
Virginia Andreescu Haret meurt le 6 mai 1962 à Bucarest.

### Vie privée
En 1928, Virginia Andreescu épouse Spiru I. Haret, neveu de l'ingénieur et mathématicien Spiru C. Haret. Le couple a eu un enfant, Radu, qui devient ingénieur.

## Reconnaissance
Virginia Andreescu Haret est considérée comme la première architecture roumaine et parfois citée comme la première architecte diplômée du monde,.

## Réalisations (sélection)
Virginia Andreescu Haret est à l'origine de nombre de bâtiments encore visibles aujourd'hui, parmi lesquels :
- Villa Nicu Stănescu, au 43, rue de Paris, Bucarest, datant de 1923
- Palatul Tinerimea Română au 19, rue Johann Guttenberg, à Bucarest, construction réalisée entre 1923 et 1927
- Collège national Gheorghe Șincai à Bucarest, construction réalisée entre 1924 et 1928
- Lycée Dimitrie Cantemir au 117, boulevard Dacia à Bucarest, datant de 1925
- Papiniu Villas au 54 et 56, rue Roma, 1925
- Siège de la société Locuinţe Ieftine au 1, boulevard Hristo Botev à Bucarest, datant de 1926
- Aile du Collège national Cantemir Vodă à Bucarest construction réalisée entre 1926 et 1929
- Centre de recherche en anthropologie de l'Université de médecine et pharmacie Carol Davila au 8, boulevard Eroli Sanitari, à Bucarest, datant de 1927
- Villa Ziarul Universul au 5, rue Madrid, datant de 1927
- Église Biserica Sfânta Treime Ghencea à Bucarest, avec Jean Pompilian, construction réalisée entre 1927 et 1934
- Villa du Colonel Cezar Goliel au 16, rue Strada Dr. Mihail Obedenaru à Bucarest, datant de 1928
- Villa Augustin Opran au 15, rue Alexandru Philippide à Bucarest datant de 1928
- Casino Govora, construction réalisée entre 1928 et 1929
- Villa du Dr Nicolae Gheorghe Lupu au 41, boulevard Dacia à Bucarest, datant de 1929
- Villa du Professeur Popsecu et Iosif Gavrea Villa au 6 et 6a, rue Mihail Obedenaru, à Bucarest, datant de 1930
- Villa Virginia et Spiru Haret au 14, rue Lascăr Catargiu à Bucarest, datant de 1931
- Villa Radu et Elena Perianu au 18, boulevard Eroilor à Bucarest, datant de 1932
- Villa Viorica et Gheorghe Rujinski au 22, rue Strada Berzei à Bucarest, datant de 1933
- Villa Iuraşcu au 24, rue Emanoil Porumbaru à Bucarest, datant de 1935
- Villa Nistor au 17, rue Dr. Anibal Theohari à Bucarest, datant de 1935
- Villa Panait Mazilu au 76, rue Popa Savu à Bucarest, datant de 1936
- Villa Constantinescu au 11, entrée Bitolia à Bucarest, datant de 1936
- Dumitru Stoica Villa au 27, rue Veronica Micle à Bucarest, datant de 1937
- Villa Constanţa et Ioan G. Haret au 7, rue Jean Texier à Bucarest, datant de 1942

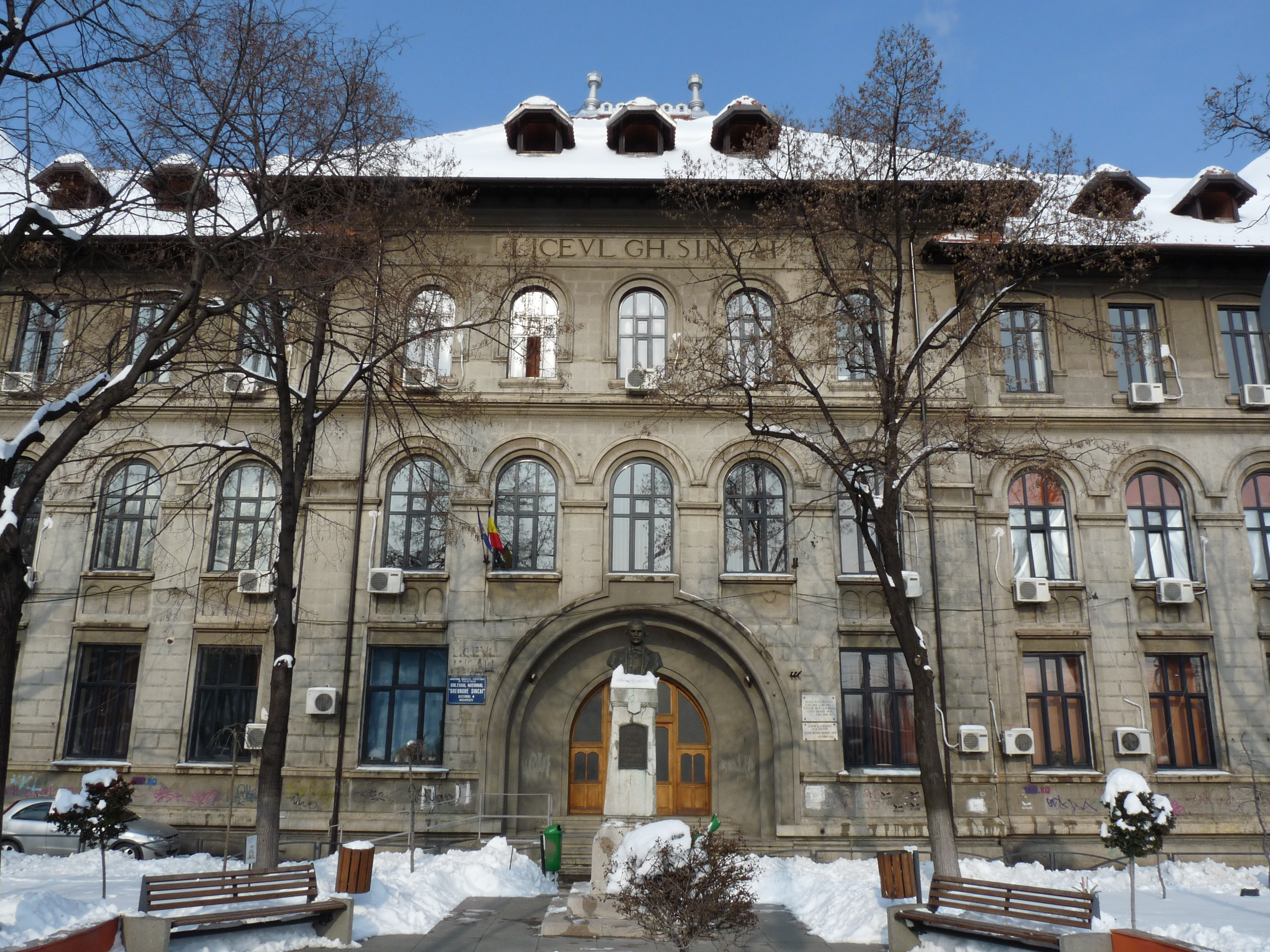
Collège national Gheorghe Șincai, à Bucarest.
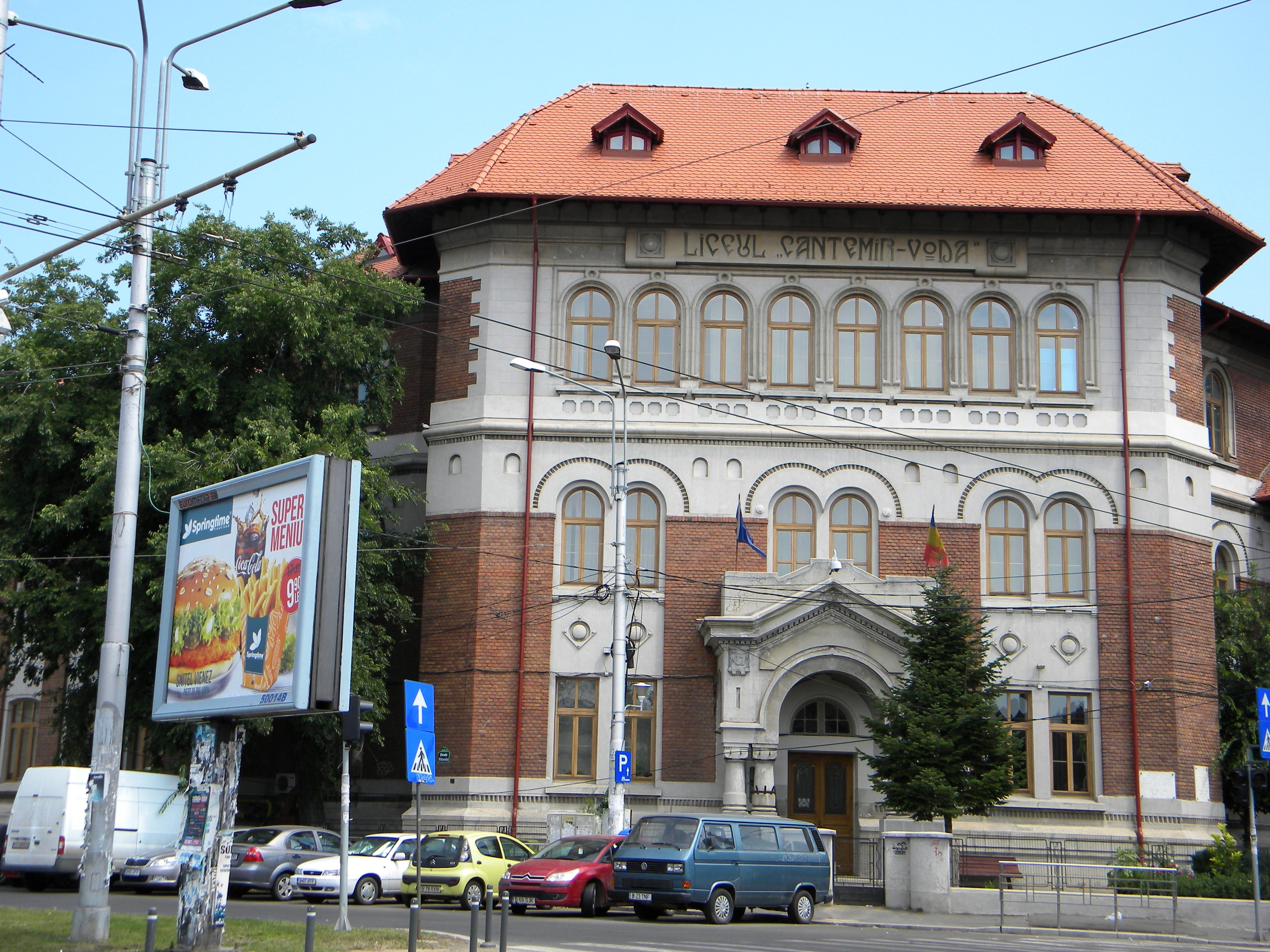
Collège national Cantemir Vodă, à Bucarest.